# Semomesia trilineata
Semomesia trilineata är en fjärilsart som beskrevs av Butler 1874. Semomesia trilineata ingår i släktet Semomesia och familjen Riodinidae. Inga underarter finns listade i Catalogue of Life.